# Relaciones Estados Unidos-Ruanda
Las relaciones Estados Unidos-Ruanda son las relaciones diplomáticas entre Estados Unidos y Ruanda. De acuerdo con el Informe de liderazgo global de EE. UU. de 2012, el 76% de Ruanda aprueba el liderazgo de EE. UU., con un 17% de desaprobación y un 7% de incertidumbre.

## Historia
Los intereses del gobierno de los Estados Unidos han cambiado significativamente desde el genocidio de 1994. Desde una preocupación estrictamente humanitaria centrada en la estabilidad y la seguridad hasta una asociación sólida con el gobierno de Ruanda centrada en el desarrollo sostenible. Los programas más grandes del Gobierno de los Estados Unidos son el Plan de Emergencia del Presidente para el Alivio del SIDA (PEPFAR, por sus siglas en inglés) y la [Iniciativa para el paludismo del Presidente], cuyo objetivo es reducir el impacto de estas enfermedades debilitantes en Ruanda. Otras actividades promueven el crecimiento económico rural y apoyan el buen gobierno y la descentralización. En general, la asistencia extranjera de los Estados Unidos a Ruanda se ha cuadruplicado en los últimos cuatro años.
Un foco importante de las relaciones bilaterales es el programa de la Agencia de los Estados Unidos para el Desarrollo Internacional (USAID). En apoyo del plan general de desarrollo del Gobierno de Ruanda, la USAID busca mejorar la salud y los medios de vida de los ruandeses y aumentar el desarrollo económico y político. Para lograr esto, las actividades de USAID se centran en:
- Prevención, tratamiento y atención del VIH/SIDA;
- Reducir la mortalidad y morbilidad debido a malaria;
- Aumentar el acceso y el uso de métodos voluntarios de planificación familiar;
- Mejora de la salud materna e infantil;
- Promover el crecimiento económico rural a través de la especialidad café, productos lácteos y ecoturismo;
- Fomento de la gobernanza participativa y la descentralización en 12 distritos objetivo;
- Promover una Ruanda democrática, donde el gobierno respeta los derechos humanos, las libertades civiles y el estado de derecho; y
- Proporcionar ayuda alimentaria a las poblaciones más vulnerables.

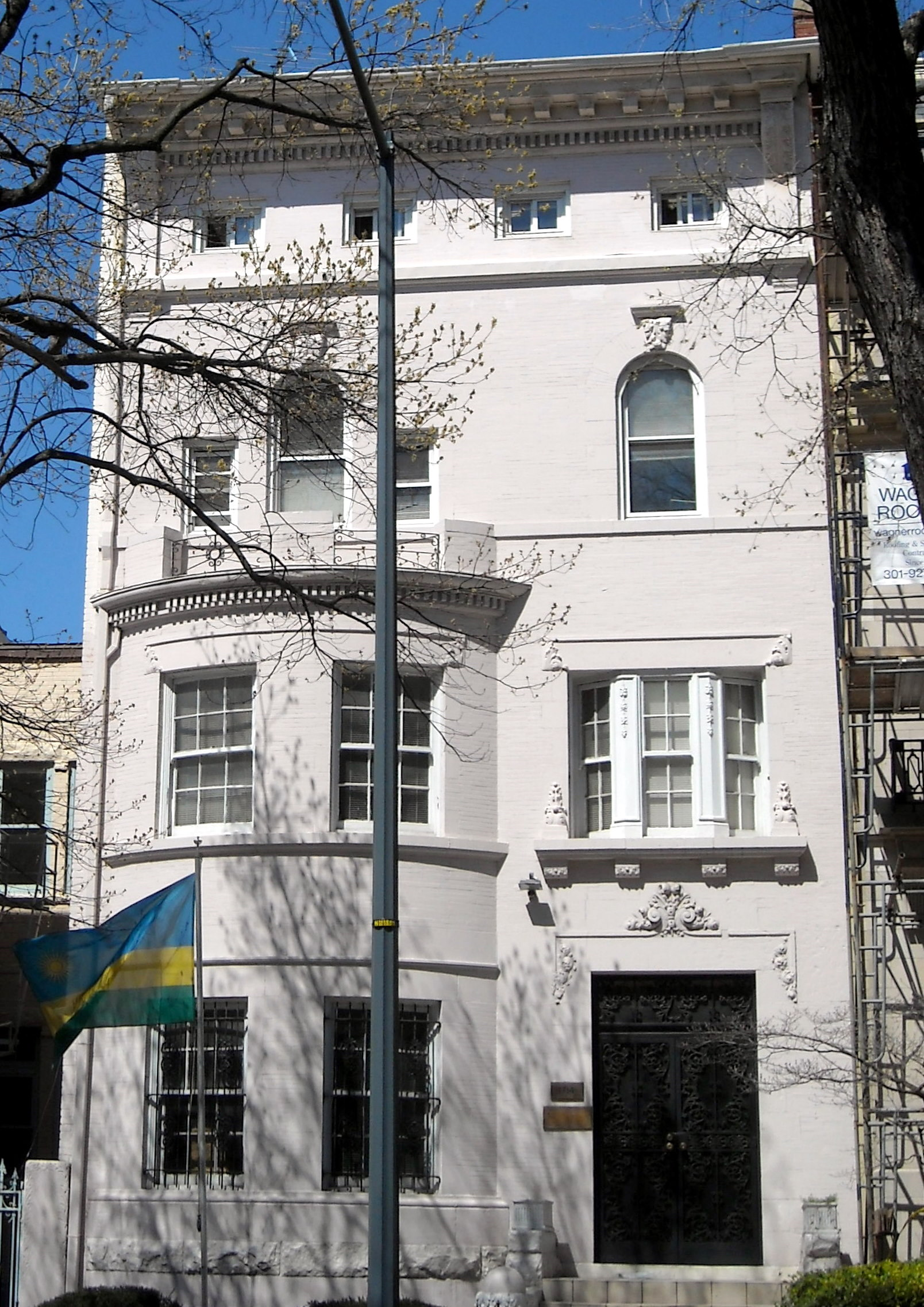
Embajada de Ruanda en Washington D. C.

La Misión está implementando actualmente una serie de actividades relacionadas con los objetivos mencionados anteriormente y está trabajando estrechamente con la Millennium Challenge Corporation (MCC) para obtener la aprobación del Plan Umbral de País presentado por el Gobierno de Ruanda en noviembre de 2007. Una vez aprobado, el plan será implementado por USAID y se centrará en fortalecer el sector de justicia y la participación cívica, y promover derechos civiles y libertades.
La sección de Asuntos Públicos del Departamento de Estado mantiene un centro cultural en Kigali, que ofrece acceso público a publicaciones en idioma inglés e información sobre los Estados Unidos.
Los intereses comerciales estadounidenses han sido pequeños; Actualmente, la inversión privada en los Estados Unidos se limita a la industria del té, las franquicias (FedEx, Coca-Cola, Western Union y MoneyGram) y pequeñas participaciones en servicios y manufactura. . Las [exportaciones] estadounidenses anuales a Ruanda, por debajo de $ 10 millones anuales entre 1990 y 1993, superaron los $ 40 millones en 1994 y 1995. Aunque las exportaciones disminuyeron en los años inmediatamente posteriores al genocidio, en 2007 se estimaron en aproximadamente $ 17 millones, aproximadamente Incremento del 20% respecto a 2006.
Los principales funcionarios de los Estados Unidos incluyen al Embajador Donald W. Koran, la Jefa Adjunta de Misión Jessica Lapenn y el director del Programa de USAID, George Lewis.
Los Estados Unidos mantienen una embajada en Kigali, Ruanda.

### Noticias recientes
En julio de 2013, EE. UU. Advirtió a Ruanda que pusiera fin de inmediato a su apoyo al Movimiento 23 de Marzo rebeldes en la República Democrática del Congo, después de que se encontraron pruebas de que había oficiales militares ruandeses involucrados.
En noviembre de 2015, Estados Unidos Criticó un voto de los legisladores ruandeses para aprobar un cambio en su constitución para permitir que el presidente Paul Kagame desempeñe un tercer mandato. Un portavoz del Departamento de Estado no amenazó explícitamente con recortar la ayuda de los Estados Unidos a su amigo africano tradicionalmente cercano, pero advirtió que se podrían revisar los vínculos.